# 三重県立南伊勢高等学校度会校舎
三重県立南伊勢高等学校度会校舎（みえけんりつ みなみいせこうとうがっこうわたらいこうしゃ）は、三重県度会郡度会町にある公立高等学校である。校舎制の三重県立南伊勢高等学校には度会校舎のほか、南勢校舎がある。三重県立高等学校条例上は、南勢校舎が「三重県立南伊勢高等学校」の本校とされ、度会校舎は三重県立南伊勢高等学校の度会分校とされている。三重県教育委員会発行の『学校名簿』では、度会校舎に分校を表す「○」印が付与されている。ただし、2020年（令和2年）の生徒数は南勢校舎が3学級40人に対し、度会校舎が6学級141人と、本校より分校の方が多い状態になっている。

## 設置学科
- 普通科

## 概要
- 学校地内の構成
  - 校舎：特別教室棟（4階建）、教室棟（3階建）、管理棟（3階建）
  - その他施設：体育館、武道場、グラウンド、テニスコート（4面）、クラブハウス
- 学校内組織
  - 教務部、生徒指導部、進路部、保健部、図書部、事務室、生徒会

## 沿革
- 1948年（昭和23年）7月29日：三重県明野高等学校の内城田（うちきだ）分校として定時制で開校。同年8月27日に第1回入学式。同年9月1日に度会郡内城田村立内城田小学校を借用して授業開始。
- 1949年（昭和24年）3月31日：三重県山田高等学校 明野校舎内 内城田分校に改称。
- 1950年（昭和25年）4月1日：学校再編成により、三重県明野高等学校 内城田分校に改称。
- 1955年（昭和30年）4月1日：三重県立明野高等学校 度会校舎に改称。
- 1958年（昭和33年）3月5日：1956年（昭和31年）12月1日起工の新校舎が竣工。同年3月9日に新校舎での授業開始。
- 1959年（昭和34年）3月26日：施設、設備の県移管を実施。
- 1964年（昭和39年）4月1日：定時制課程を全日制課程に切替。農業科、家庭科を廃止し、普通科を設置。
- 1967年（昭和42年）4月1日：定時制課程普通科を併設。
- 1968年（昭和43年）4月1日：定時制課程を廃止。
- 1974年（昭和49年）4月1日：三重県立度会高等学校として独立。
- 1975年（昭和50年）6月3日：1974年（昭和49年）10月14日起工の新校舎が竣工（第1期）。同年6月20日に新旧校舎併用しての授業開始。
- 1975年（昭和50年）7月1日：竣工式挙行。（学校創立記念日）
- 1978年（昭和53年）6月22日：1977年（昭和52年）11月22日起工の新校舎が竣工（第2期）。同年6月24日に旧校舎での授業廃止、廃舎式を挙行。
- 1979年（昭和54年）4月1日：旧校地および建造物を三重県立度会養護学校へ全面所属替。
- 1992年（平成4年）4月1日：週5日制研究モデル校となる。
- 2004年（平成16年）：三重県立南勢高等学校、三重県立南島高等学校と統合。校舎制（県内初、全国で二例目[3]）を採り、三重県立南伊勢高等学校度会校舎となる。
- 2006年（平成18年）：2003年度の度会高校入学生が卒業することで、三重県立南伊勢高等学校に完全移行[4]。

## 部活動
- 硬式野球部、柔道部、ソフトテニス部、陸上競技部、バスケットボール部、卓球部、家庭部、交流文化部、情報処理部

## 学校行事
毎年、地元の度会小学校の児童とともに度会校舎1年生が茶摘みを行う。2013年（平成25年）には南勢校舎の生徒も含め156人が参加し、50kgを収穫した。収穫した茶葉は、度会町内の製茶業者で加工した後、一部は品評会に出品し、残りは学校に届けられる。

## 交通アクセス
- 三重交通バス：JR・近鉄 伊勢市駅前より「注連指」「上田口」「田間」乗車、「南伊勢高校度会校舎前」下車 徒歩5分